# Actocetor afrus
Actocetor afrus är en tvåvingeart som beskrevs av Dikow och Wayne N. Mathis 2002. Actocetor afrus ingår i släktet Actocetor och familjen vattenflugor. Inga underarter finns listade i Catalogue of Life.